# Roberto Morales Erostarbe
Roberto Morales Erostarbe   (Balmaseda, 26 de març de 1937 - 10 d'agost de 2024) va ser un ciclista basc professional entre 1956 i 1965. Entre els seus tromfs més importants hi ha la Prova de Villafranca de Ordizia, el Circuit de Getxo i una etapa a la Volta a Catalunya de 1964.
El seu germà Carmelo també es dedicà al ciclisme.

## Palmarès
- 1956
  - 1r al Gran Premi de Laudio
- 1958
  - 1r al Circuito Montañés
  - 1r a la Prova de Legazpi
- 1959
  - 1r al Circuit de Getxo
  - 1r al Gran Premi de Primavera
- 1961
  - 1r a la Clàssica d'Ordizia
  - Vencedor de 2 etapes a la Volta a Portugal
  - Vencedor d'una etapa a la Barcelona-Madrid
- 1962
  - 1r al Circuit de Getxo
- 1963
  - 1r al Gran Premi Ajuntament de Bilbao
- 1964
  - Vencedor d'una etapa a la Volta a Catalunya
- 1965
  - 1r a la Clàssica d'Ordizia